# بيير غافو
بيير غافو (بالفرنسية: Pierre Gaveaux)‏ (9 أكتوبر 1761 - 5 فبراير 1825) مؤلفً أوبراليً وملحنً فرنسيً، اشتهر بخلقه دور جيسون في شيروبيني ميديا ولتأليف ليونور، أو الحب الزوجي، أول نسخة أوبرالية من القصة التي تم العثور عليها لاحقًا شهرة فيديليو.

## نشأته
ولد بيير غافو في بيزييه وغنى في جوقة الكاتدرائية منذ سن السابعة. على الرغم من أنه كان ينوي دخول الكهنوت ، إلا أنه أخذ دروسًا في التكوين. أصبح بعد ذلك أول تينور في بازيليك سان سورين في بوردو ، حيث درس مع فرانز بيك ، وقرر لاحقًا متابعة مهنة في الموسيقى ، ليصبح قائدًا في المسرح الكبير في بوردو بالإضافة إلى الاستمرار في الغناء.